# Đơn vị Dobson
Đơn vị Dobson (DU) là đơn vị đo lường ôzôn trong khí quyển, đặc biệt là trong tầng bình lưu. Một đơn vị Dobson bằng 2,69 x 1016 phân tử ôzôn trên một xentimét vuông hay 2,69 × 1020 trên một mét vuông, tương đương với một lớp ôzôn dày 0,001 xentimét trong điều kiện nhiệt độ và áp suất tiêu chuẩn (100 kPa và 0 °C).
Đơn vị này được đặt theo họ của Gordon Dobson, là một nhà nghiên cứu tại Đại học Oxford. Vào thập niên 1920 ông đã tạo ra thiết bị đầu tiên (ngày nay gọi là máy đo ảnh phổ ôzôn Dobson) để đo tổng lượng ôzôn từ mặt đất.